# Hans Soph

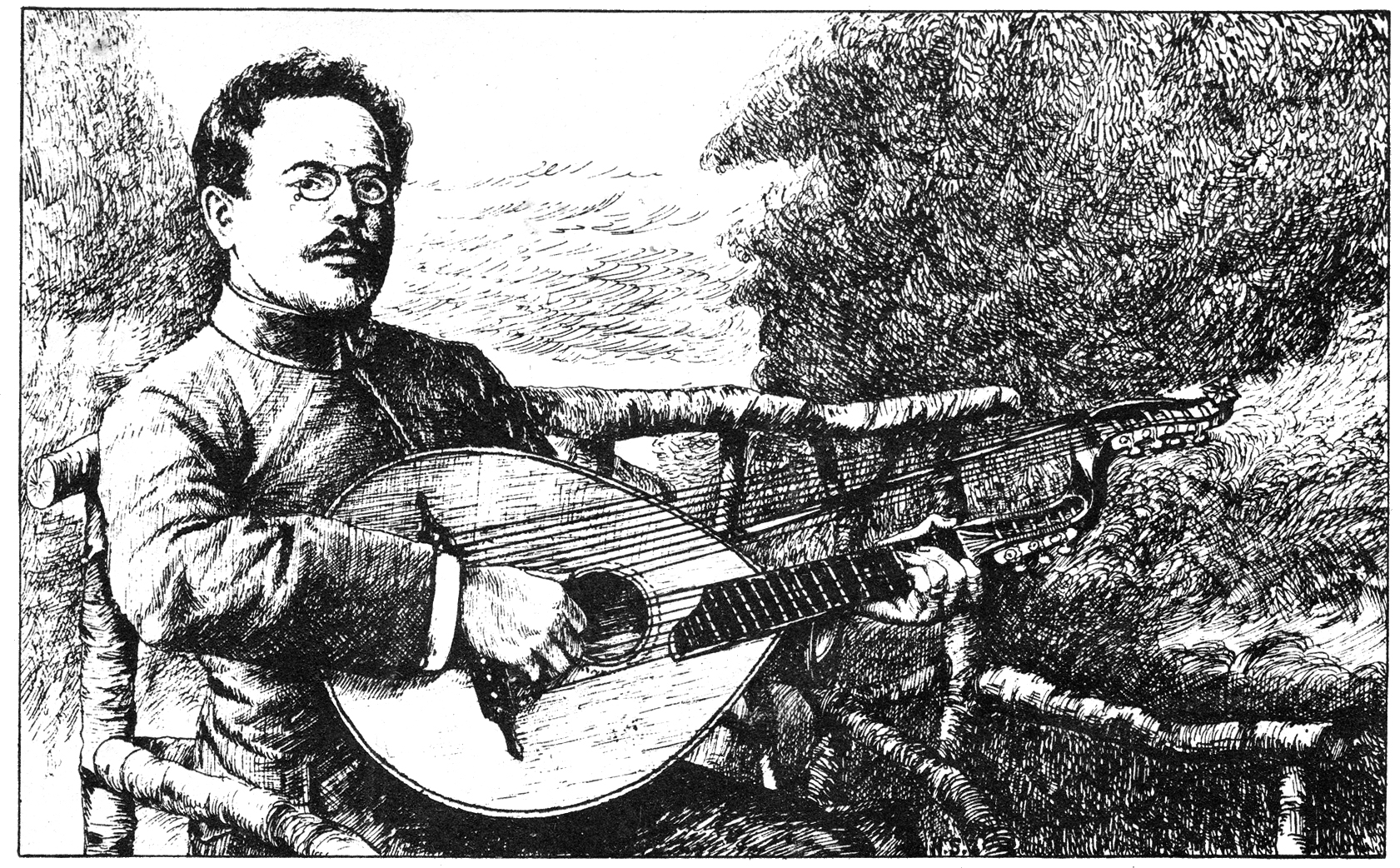
Selbstporträt von Hans Soph (Lithografie, zwischen 1902 und 1915)

Johann (Hans) Nepomuk Soph (* 19. Januar 1869 in Platten, Österreich-Ungarn; † 29. Januar 1954 in Zwickau) war ein deutscher Komponist, erzgebirgischer Mundartdichter und kunstgewerblicher Porzellanmaler.

## Leben
Hans Soph wurde am 19. Januar 1869 als Sohn des Posamentierers und Hausbesitzers Simon Soph im Haus Nr. 128 in Platten im böhmischen Teil des Erzgebirges geboren und am darauffolgenden Tag vom katholischen Pfarrer Franz Erlbeck in der St. Laurentiuskirche im Beisein seines Taufpatens, des Spiegelmachers Johann Schubert, auf den Namen Johann Nepomuk Soph getauft. Seine Mutter, Auguste Erdmuthe geborene Paul, war eine Fuhrmannstochter aus Johanngeorgenstadt. Da sie nach ihrer Heirat (siehe unten) evangelisch-lutherisch geworden war, wurde sie nach ihrem Tod im April 1884 am Rand des Plattener Friedhofes beigesetzt. 
Sein Vater, Simon Soph, wurde am 5. Februar 1823 in Platten als Sohn der Franziska Soph, einer ledigen Bürgertochter aus Platten Nr. 228, geboren, die nach Simon mindestens ein weiteres uneheliches Kind (Franziska, geb. 1827) hatte. Nach mehreren Jahren als alleinerziehende Mutter heiratete Franziska Soph den aus Frohnau stammenden Bürger und Posamentierer Gotthilf Johann Schubert am 15. November 1836 in Platten und nahm dessen Familiennamen an. Durch die Heirat seiner Mutter († 1854) erhielt Simon Soph im Alter von 13 Jahren einen Stiefvater und so ist es nicht verwunderlich, dass schon bald auch dessen Familienname Schubert auf ihn übertragen wurde und er in Platten einfach der „Schubert-Simon“ genannt wurde, obwohl sein amtlicher Name Simon Soph lautete. Der Spitzname Schubert ging später folglich auch auf Hans Soph über, der „Dr Schubert-Hans vun dr Platt“ genannt wurde. Simon Soph, auch genannt Schubert, war keinesfalls – wie jüngsten Publikationen zu entnehmen – der Stief-Großvater von Hans Soph. Er starb als Witwer im 63. Lebensjahr am 30. Juli 1885 in Platten. 
Hans Soph wuchs in Platten mit mehreren älteren Geschwistern und unehelichen Kindern seiner Schwester Theresia auf und spielte bereits als Schüler Geige und Gitarre. In Aue/Erzgeb. begann er eine Lehre als Porzellanmaler, die er auf Druck seines Vaters nach zwei Jahren wegen fehlender Bezahlung abbrach und durch sein zeichnerisches Talent in einer Manufaktur der Porzellanfabrik Rosenthal in Altrohlau (Stará Role) bei Karlsbad als Blumen- und Figurenmaler beendete. Erste Lieder in erzgebirgischer Mundart entstanden in dieser Zeit. Als Überzähliger kam Soph um den Militärdienst herum, arbeitete in der Folge bei seinem Bruder Ernst in Johanngeorgenstadt als Dekorationsmaler. Als die Aufträge knapp wurden, ging er 1890 auf Wanderschaft und ließ sich länger in Thüringen nieder. Er arbeitete jeweils fast ein Jahr zunächst in einer Holzwarenfabrik in Lobenstein, 1891/92 als Bühnen- und Dekorationsmaler in Jena, später kurz in Hannover, um dann in seine Heimatstadt Platten zurückzukehren. Im Sommer 1897 arbeitete er in Wien.
1902, kurz nach der Eheschließung am 22. März mit Frieda, geb. Häntze (* 1875; † 1938), die er in Lausigk kennenlernte, zogen beide nach Zwickau. Nachdem er den Kindstod seines einzigen Sohnes Hans (* 4. November 1910; † 8. April 1911) verwunden hatte, begann er nur zögerlich wieder Texte in erzgebirgischer Mundart zu schreiben und mit eigener Melodien zu versehen. Weil die Familie von der Kunstmalerei allein auf Dauer nicht leben konnte, gab Soph auf Bitte des Zwickauer Eisenhändlers Albrecht dessen Tochter 1914 Privatunterricht im Lautenspiel. Schon kurz darauf hatte Soph über 30 Schüler für Laute, Gitarre und Mandoline.
Ab 1915 gab er wie zuvor Anton Günther im Eigenverlag Verlag v. Hans Soph, Zwickau Liedpostkarten mit eigener Zeichnung, Text- und Notenbild heraus. Die genaue Zahl ist nicht bekannt, vermutlich waren es um die 30. Zudem erschienen ab 1917 auf Anregung des Kunsthändlers Karl Beyer beim Zwickauer Buchhändler E. Walter Marx die ersten zehn Notenblätter, 1918 folgen weitere zehn, zunächst nur für Gitarre und Gesang.
1921 nahm Soph in Berlin 20 seiner Lieder in eigener Interpretation zur Laute bei der Polyphon-Record-Schallplatten-Gesellschaft auf, die kurz darauf auf Schellackplatten erschienen. 1927 übernahm der Musikverlag Friedrich Hofmeister in Leipzig die Rechte und den Vertrieb 20 weiterer Lieder, die in Heften zu zehn Liedern erschienen und mit verschiedenen Notenbildern zur Laute (Noten von Hans Soph), Klavier (Kapellmeister Franz Adolphi, Zwickau) und Zitherbegleitung (F. Kollmanek) aufgelegt wurden.
1937 existierte unter seinem Namen eine „Erzgebirgische Liedergruppe der NS.-Gemeinschaft „Kraft durch Freude““, die kurz vor Weihnachten einen Auftritt im Reichssender Leipzig hatte.
Nach dem überraschenden Tod seiner Frau Frieda (14. Januar 1938) zog sich Hans Soph ab 1938 trotz gelegentlicher Auftritte zunehmend in seine Wohnung im Poetenweg 32 zurück, wo er nach seiner Zwickauer Ehrenbürgerschaft ein Wohnrecht auf Lebenszeit erhielt. Er widmete sich bis zu seinem Tod 1954 neben der Öl- vornehmlich der kunstgewerblichen Malerei.
Am 18. Juni 1940 wurde feierlich eine Gedenktafel an seinem Geburtshaus in Platten eingeweiht. Es war auch durch die späteren politischen Verwicklungen mit der Vertreibung der Deutschböhmen 1945 die letzte Besuchsmöglichkeit Hans Sophs in seiner böhmischen Heimat. Wenige Tage nach seinem 85. Geburtstag starb Soph am 29. Januar 1954. Das Grab der Familie befindet sich auf dem Zwickauer Hauptfriedhof.

## Ehrungen
An seinem Wohnhaus in Zwickau erinnert eine Gedenktafel an Hans Soph und auf dem dortigen Hauptfriedhof hat sich sein Familiengrab bis heute erhalten. Auch an seinem Geburtshaus in Platten gab es eine anlässlich seines 70. Geburtstages 1939 angebrachte Gedenktafel, die nach dem Zweiten Weltkrieg entfernt wurde.
Auf der Anton-Günther-Höhe in Johanngeorgenstadt wurde Mitte der 1990er Jahre ein Denkmal u. a. auch für Hans Soph enthüllt, das nach mehrfachen Vandalismusschäden wieder entfernt werden musste. Die Gedenkplatte befindet sich heute an einer Steingruppe zwischen Huthaus und Pferdegöpel.
Im Zwickauer Stadtteil Neuplanitz trägt eine Straße den Namen Hans Sophs und in seiner Geburtsstadt Horní Blatná (Platten) wurde im November 2001 eine Galerie unter seinem Namen eröffnet. Im Heimatmuseum der einstigen böhmischen Bergstadt ist eine Dauerausstellung über den verlorenen Sohn der Stadt zu sehen, mit dem sich die tschechischen Einheimischen über 60 Jahre nach der Vertreibung der einst dort beheimateten Deutsch-Böhmen zwar immer noch schwer tun, aber inzwischen zunehmend alte Traditionen der Region wieder aufleben lassen.

## Werke (soweit bekannt)

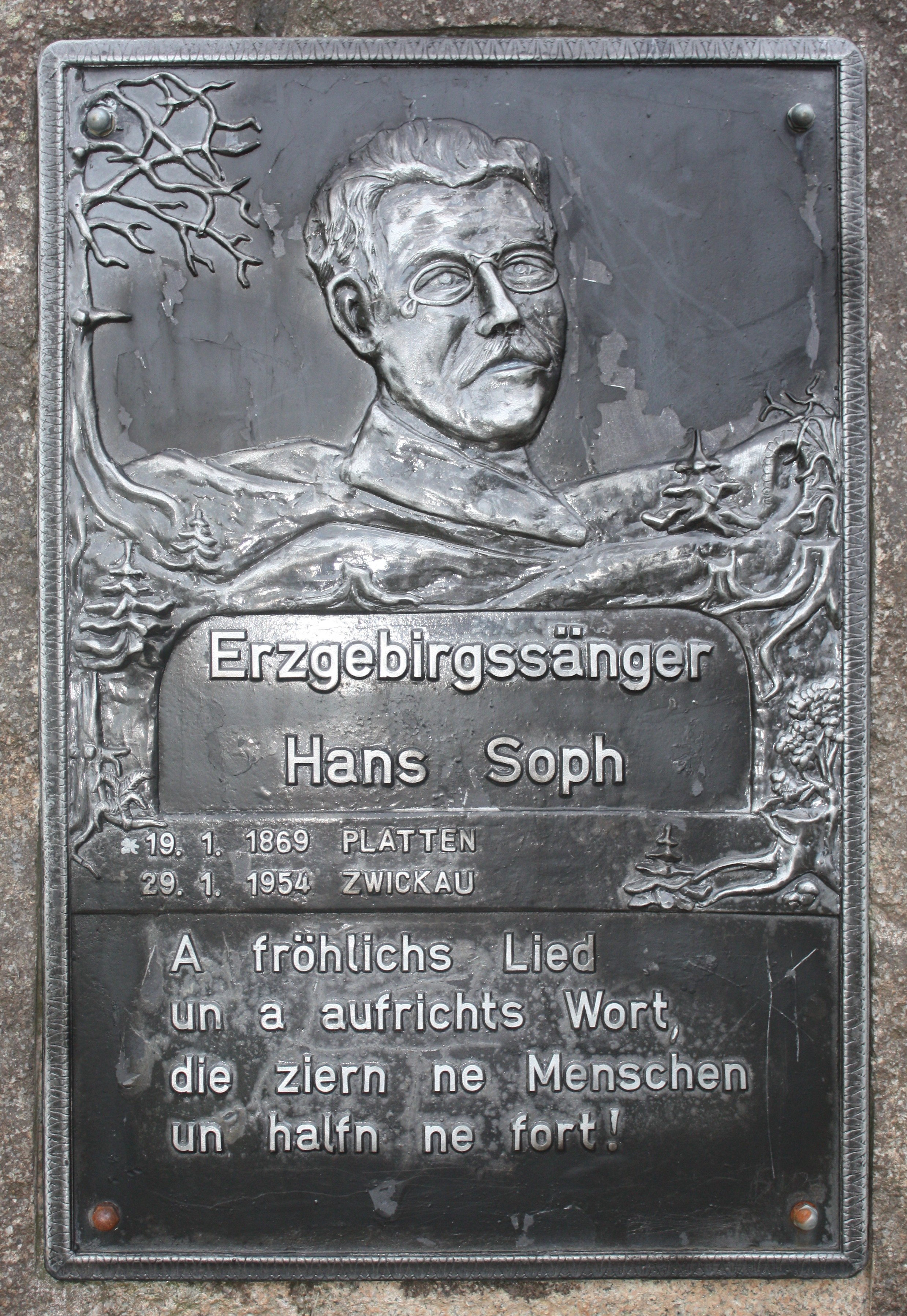
Soph-Gedenktafel in Johanngeorgenstadt

- 1886: Mei Hamit läßt mich grüß’n*, Da Balgn’harmenie*, Hirten-Lied,
- 1888: Der alte Ficht, Wenn ich mol heirat (Lied verschollen),
- 1889: Gefreiter Krug,
- 1890: Handwerksburschen-Marsch, De Aushebing*,
- 1893: Dr Herr Gemaavürstand, Dr Fink,
- 1895: Der Winter, De alte Gumfer, ’s sehsüchtige Blüml, Der’ Teiflstaa* (Lied über das Gasthaus Teufelstein bei Lauter im Erzgebirge) – nach dem Zweiten Weltkrieg Textänderung, gleiche Melodie als: De grüne Wies* (Lied über Gasthof in Neuhammer bei Neudeck),
- 1896: De Holzmacher, Guta Nacht* auch De gute Nacht, Wer de Zipp fing (Lied verschollen),
- 1897: Es goldene Tal (Lied verschollen),
- 1899: ’s Friehgahr*, Da Zipp*, De Battlgunge,
- 1903: Wenn de Sunn’ untergieht*, Der Oswin* später auch als Der saure Albin*, Herwestlied (Lied verschollen),
- 1904: Der Tannezapp’n*, Weil ich a Erzgeberger bie*, Der Rutschwanz*, Unter Tannen, unter Fichten (Liedtext vorhanden, Melodie verschollen) ,
- 1906: Der vureilicha Staarl*, Wie is (doch) de Welt e su schie,
- 1907: Wannerlied, Was ich mr wünsch*,
- 1908: Da Eisenbah*, E grußmachtigs Wunner*, Meiner Mutter ihr Lied, Herz, mei Herz, ruh dich aus (Lied verschollen) ,
- 1910: O du mei Arzgeberg*, Mei Stübela*, Mei Stillitz*,
- 1911: Schlof ei, mei Kinnel,
- 1912: Arzgebirgslied, Sachsenlied,
- 1913: E Tippele Kaffee,
- 1914: Iech ka nischt derfür,
- 1915: Hind’nborch-Marsch* – 1951 gleiche Melodie als Der Stülpner-Karl,
- 1918: Der Gimpel, Schi-Marsch, Mei’ Vaterstadt, de Platt (Lied verschollen),, Wenn dr Wald… (Lied verschollen, Titel eventuell anderslautend),
- 1919: Schi-Marsch, Wenn’s werd wieder Sommer (Lied verschollen),
- 1920: De Lieb* (vertontes Gedicht von Walter Mehnert),
- 1925: Blick ich von… (Lied verschollen, Titel eventuell anderslautend),
- 1929: Bein Springer Gustav in Oberplanitz*
- 1931: ’s Rachnhaus,
- 1932: Mei alte Platt,

(* auf Liedpostkarten bekannt)

## Liedpostkarten
Ab 1915 brachte Hans Soph seine Lieder auf Postkarten im Eigenverlag heraus.
1. Mei Hamit läßt mich grüß’n.
2. Wenn de Sunn’ untergieht. (1914 oder 1915 ohne Nummer als Farblithographie, ab ca. 1920 s/w mit Nummer 2)
3. Da Zipp. (ab ca. 1916 als Nr. 35)
4. Der Rutschwanz. (6 Strophen, eine auf der Rückseite – ab ca. 1916 mit 5 Strophen als Nr. 36)
5. Der Tannazapp’n.
6. Da Balgn’harmenie. (ab ca. 1916 als Nr. 37)
7. Mei Stübela. (Kartenversion mit sechs Versen)
8. Guta Nacht.
9. O du mei Erzgeberg. (Doppelkarte)
10. Was ich mr wünsch.
11. Der vureilicha Staarl.
12. Mei Stübela. (Kartenversion mit fünf Versen)
13. Der Teiflstaa (Lied über das Gasthaus Teufelstein bei Lauter im Erzgebirge)
14. Da Zipp. (in der Erstauflage 1915 als Nr. 4)
15. Der Rutschwanz. (5 Strophen – in der Erstauflage 1915 als Nr. 5)
16. Da Balgn’harmenie. (in der Erstauflage 1915 Nr. 7)

Ohne Nummern
- ’s Friehgahr.
- Da Eisenbah.
- Hind’nborch-Marsch. (1916)
- Mei Liebste derham! (1916, mit einem von Soph vertonten Gedicht von Jäger Ewald Müller, im Felde 1916)
- De Lieb. (ab 1920 mit einem von Soph vertonten Gedicht von Walter Mehnert)
- Weil ich a Erzgeberger bie. (Farblithographie, 1915 – Nr. S 11316, ab 1920 s/w)
- A’ grußmachtig’s Wunner.
- Mei Stillitz (1915 Farblithographie, ab 1920 s/w)
- Beim Central-Emil in Eimschtock. (Farblithographie mit Lied über die Centralhalle in Eibenstock i. Erzgeb. und dessen Besitzer Emil Weissflog)
- Der Oswin. (ca. 1927 s/w Lied mit Foto von Oswin Schumann’s Schankhaus in Zwickau im Robert Schumann-Geburtshaus) Gleicher Text wie „Der saure Albin“, nur In Zwickau stieht…
- Der saure Albin. (ca. 1928 s/w Lied mit Foto des Restaurant Schöffler in Nieder-Zwönitz i. Erzgeb.) Gleicher Text wie „Der Oswin“, nur In Zwickau stieht…
- Mei alta Platt. (1932)
- Da Ohstelling. (Aushebung)
- Da „grüna Wies“. (Gasthof in Neuhammer b. Neudek)
- ´s Blumental. (Lied über die Restauration „Blumental“ in Neudeck Inh. Johann Winter)

Eine genaue Auflistung der von Hans Soph erschienen Liedpostkarten ist nahezu unmöglich, da diese nicht von ihm bzw. anderen Personen erfasst wurden. Wahlweise brachte Soph sie mit bzw. ohne Nummern scheinbar ungeordnet und selbst in Auftrag. Fast ausnahmslos waren die Karten einfarbig schwarz-weiß gehalten und oft auch auf einfachem Papier gedruckt. Hans Soph ließ als einer der wenigen erzgebirgischen Mundartdichter seine Karten nicht vom Verlag Wilh. Vogel in Schwarzenberg vertreiben und auch nicht in dessen Serien herausbringen.

## Tondokumente (Auswahl)
Aufnahmen bei Polyphon, Leipzig-Wahren, 1921:
- De Balgenharmenie Polyphon 30 555 (23 957)(1048 ar) / Dr Rutschwanz Polyphon 30 555 (23 958)(1049 ar)
- Wos ich mer winsch Polyphon 30 556 (23 965)(1056 ar) / A grußmachtigs Wunner Polyphon 30 556 (23 966)(1057 ar)
- Es vureiliche Starl Polyphon 30 557 (23 967)(1058 ar) / De Eisebah Polyphon 30 557 (23 968)(1059 ar)
- Dr Oswin Polyphon 30 558 (23 969)(1060 ar) / De alda Gumpfer Polyphon 30 558 (23 970)(1061 ar)
- De biese Lieb Polyphon 30 559 (23 971)(1062 ar) / Dr Handwerksbosch Polyphon 30 559 (23 972)(1063 ar)

### Wiederveröffentlichungen
Die CD „Mei Gutster, was sagste denn nu?“ Label: Trikont Nr. CD-0264 / enthält von Hans Soph Es Friehgoar und Mei Hamit läßt mich grieß’n.